# Santuario de Nuestra Señora de Escolumbe
El santuario de Nuestra Señora de Escolumbe es un edificio situado en el municipio español de Cuartango, en la provincia de Álava.

## Descripción
El edificio se encuentra en las inmediaciones del lugar de Catadiano, del municipio español de Cuartango, perteneciente a la provincia de Álava, en la comunidad autónoma del País Vasco. Aparece mencionado en el sexto volumen del Diccionario geográfico-estadístico-histórico de España y sus posesiones de Ultramar de Pascual Madoz, en la entrada correspondiente a Catadiano, con las siguientes palabras:

En un espacioso campo bajo el peñon de la indicada sierra se halla la ermita de Ntra. Sra. de Escolumbe, cuyo edificio es de muy buena arquitectura.
(Madoz, 1847, p. 255)